# Морбелло
Морбелло (итал. Morbello) — коммуна в Италии, располагается в регионе Пьемонт, в провинции Алессандрия.
Население составляет 457 человек (2008 г.), плотность населения составляет 20 чел./км². Занимает площадь 23 км². Почтовый индекс — 15010. Телефонный код — 0144.
Покровителем коммуны почитается святой Сикст, папа Римский, празднование 6 августа.

## Демография
Динамика населения: